# الفستان (ظاهرة)
الفستان ويعرف أيضاً باسم "Dressgate" وما ارتبط به من هاشتاغات #thedress #whiteandgold،#blackandblue هو ظاهرة فيروسية وميم إنترنت لصورة أصبحت ذات شعبية طاغية حول العالم في 26 شباط (فبراير) 2015. وقد نشأت الميم من صورة باهتة لثوب نسائي نشرت على مواقع خدمات الشبكة الاجتماعية فيسبوك وتمبلر وقد تضمنت نواعاً من النزاع حول لون الثوب ما إذا كان أزرق وأسود أو أبيض وذهبي.
على الرغم من التأكيد على أن اللون الأصلي للثوب كان أزرق وأسود، إلا أن الصورة سببت في حدوث نقاشات شارك فيها مستخدمون حول لون الثوب عبر عدد من المواقع الإلكترونية تتضمن آرائهم عن اللون الذي يرونه وسبب ذلك في حين دافع آخرون عن أنهم يرون ألوان أخرى، بينما أشار البعض إلى تفاهة الموضوع أساساً. حاول المستخدمون ذوو المعرفة في مجالات العلوم العصبية ورؤية اللون تفسير الموضوع علمياً على أنه خداع بصري. أما الثوب نفسه، والذي عرض كمنتج في المتاجر الرومانية أصلاً فقد شهد زيادة كبيرة في المبيعات نتيجة الميم.

## منشأ الظاهرة

كان أول من اكتشف صورة للفستان على فيس بوك كيتلين ماكنيل، وهي عضو في مجموعة «الموسيقى الفلكلورية الاسكتلندية». فقد كانت فرقتها ستعزف في حفل زفاف غريس وكير جونسون وهم أصدقاء كيتلين في كولونسي. كانت غريس قد استلمت صورة من والدتها للفستان الذي كانت قد اعتزمت ارتداؤه في الحفل. وبسبب ضعف جودة الصورة، لم يكن كل من العروس والعريس متأكدين من أن اللون الذي ينظران إليه هو أزرق وأسود أم أبيض وذهبي. لذا فقد نشرا الصورة على الفيسبوك وطلبا آراء الآخرين، الأمر الذي أثار النقاش.
رأت كيتلين الفستان بنفسها، وأكدت أن الفستان كان أسود وأزرق، وأشارت إلى أن النقاشات حول اللون بين أعضاء الفريق تسببت في عدم أداء فقرتهم على المسرح. يوم 26 شباط (فبراير) 2015، أعادت كيتلين نشر الصورة على موقع تمبلر وطرحت التساؤل نفسه على المتابعين، وهذا ما سبب مزيداً من النقاشات العامة حول الصورة.

## التفاعل مع الظاهرة
في وقت لاحق ذلك اليوم، انتشرت الصورة بصورة فيروسية في جميع أنحاء العالم عبر وسائل التواصل الاجتماعي، بما فيها تويتر، واستخدم المستخدمون هاشتاغات لنقاش آرائهم حول لون الفستان والنظريات المرتبطة بتحليلاتهم. وصفت واشنطن بوست النقاشات على أنها دراما قسمت الكوكب إلى نصفين.
تؤكد ماكنيل أنها رأت الفستان شخصياً وكان لونه أزرق وأسود. وعلى الرغم من هذا، قال 75% من المستخدمين الذين شملهم الاستبيان في موقع BuzzFeed لا يزالون يعتقدون أن الثوب أبيض وذهبي. أشارت وسائل الإعلام إلى أن الصورة نفسها كانت تعريض (تصوير) وكانت ضعيفة من حيث التوازن اللوني، ما تسبب في بهتان اللون ليبدو أبيض وذهبي خلاف لونه الأصلي. ادعى بعض المستخدمين مازحين أن الفستان يتغير لونه من تلقاء نفسه أو أن اللون الذي يراه الناس يتأثر بآخر تجارب سلبية مروا بها. استقطب الفستان أيضاً ردود أفعال من المشاهير أيضاً، بما فيهم كيتي بيري وكيم كردشيان وألين دي جينيريس وتايلور سويفت.
يشار إلى أن الفستان من متاجر Roman Originals ويتوفر بالألوان أحمر وأسود، وزهري وأسود، وأزرق وأسود. ولا يتوفر منه الأبيض والذهبي. في اليوم التالي للحدث شهد موقع المتجر الإلكتروني زيادة كبيرة في الزيارات، وقال ممثل المتجر أن تم بيع كل القطع المتوفر من الفستان في أول نصف ساعة من بدء يوم العمل، وهذا أمر غير اعتيادي.

## التفسير العلمي
قدم العديد من الأشخاص تفسيراً لسبب اختلاف نظرات الناس لألوان الفستان على أنها تركيبات لونية مختلفة..
يعتقد، اختصاصيو الأعصاب «بيفل كونواي» و«جاي نيتز» أن الاختلافات في وجهات النظر ناتجة عن كيفية عمل الدماغ البشرية عند رؤية اللون والتكيف اللوني. يعتقد كونواي أن ثمة اتصال بين الموضوع وكيفية معالجة الدماغ للأشكال السماء في النهار، مشيراً إلى «أن النظام البشري الخاص بك ينظر لهذا الشيء وأنت تحاول الحد من التحيّز اللوني لمحور ضوء النهار» و "أن الناس إما يحيّدون الجانب الأزرق وفي هذه الحالة يرون اللونين الأبيض والذهبي، أو يحيّدون الجانب الذهبي، وفي هذه الحالة يرون اللونين الأزرق والأسود. يبيّن نيتز أن "من المفترض أن نظامنا البصري يبثّ معلومات عن الإنارة ويستخرج معلومات عن الانعكاس الفعلي. ويشير إلى أنه درس الفروق الفردية في رؤية اللون لمدة 30 عاماً، وهذا أحد أكبر الفروق الفردية التي رأها في حياته.